# Turbinaria peltata
Espèce
Synonymes
- Gemmipora fungiformis de Blainville, 1830[1]
- Gemmipora peltata (Esper, 1794)[1]
- Madrepora peltata Esper, 1794 - protonyme[1]
- Turbinaria dichotoma Verrill, 1870[1]
- Turbinaria marima Ortmann, 1888[1]
- Turbinaria maxima Ortmann, 1888[1]
- Turbinaria peltata var. gibiari Crossland, 1952[1]

Statut de conservation UICN

 VU A4cd : Vulnérable
Statut CITES
Turbinaria peltata est une espèce de coraux de la famille des Dendrophylliidae.

## Publication originale
(en) Eugen Johann Christoph Esper, Die Pflanzenthiere in Abbildungen nach der Natur mit Farben erleuchtet, nebst Beschreibungen, t. 2, Nuremberg, 1794, 303 p. (lire en ligne). 